# Dinodasys mirabilis
Dinodasys mirabilis is een buikharige uit de familie Turbanellidae. Het dier komt uit het geslacht Dinodasys. Dinodasys mirabilis werd in 1927 voor het eerst wetenschappelijk beschreven door Remane. 